# Thesium capitellatum
Thesium capitellatum är en sandelträdsväxtart som beskrevs av A. Dc.. Thesium capitellatum ingår i släktet spindelörter, och familjen sandelträdsväxter. Inga underarter finns listade i Catalogue of Life.